# Dioctria maslovi
Dioctria maslovi là một loài ruồi trong họ Asilidae. Dioctria maslovi được Esipenko miêu tả năm 1971. Loài này phân bố ở vùng Cổ Bắc giới.